# 長谷川博己
長谷川 博己（はせがわ ひろき、1977年〈昭和52年〉3月7日 - ）は、日本の俳優。愛称は「ハセヒロ｣「ピロちゃん｣。東京都出身。ヒラタオフィス所属。

## 来歴
1986年ごろの一年間、家族でロンドンに居住したため、インターナショナルスクールでない現地の小学校に通った経験がある。
映画監督に憧れ、大学は最初、日本大学芸術学部を受験したが、日本大学は不合格となった。浪人生活を経て、中央大学文学部入学。在学中はマガジンハウスでアルバイトをしていた。 
中央大学文学部の同級生には、お笑いトリオパンサーの尾形貴弘、実業家のひろゆきがいる。
中央大学文学部卒業。
2001年（平成13年）、文学座附属演劇研究所に入所（第41期生）。文学座には一回不合格となったため、浪人生活の間にイベント会社でのAD勤務を経験し、再受験での入所であった。
2002年（平成14年）、TPT『BENT』で初舞台を踏む。
2004年（平成16年）4月、研修科を終了し準座員として入座。同年、文学座支持会新人賞（座内賞）受賞。
2006年（平成18年）4月、準座員から座員に昇格。同年12月22日付で退座。
2007年（平成19年）、芸能事務所フォスターに移籍。2008年（平成20年）以降、テレビドラマや映画を中心に活動する。
2010年（平成22年）、ヒラタオフィスに移籍。NHKドラマ『セカンドバージン』に出演。
2011年（平成23年）、テレビ東京『鈴木先生』で民放テレビドラマ初主演。
同年、日本テレビ『家政婦のミタ』では優柔不断で若年なダメな父親役を演じる。
2013年（平成25年）、大河ドラマ『八重の桜』では、主人公山本八重の最初の夫川崎尚之助役を演じる
2014年（平成26年）、TBSとWOWOWの共同制作で放送された『MOZU』で悪役、東和夫役を演じる。
2015年（平成27年）1月19日からフジテレビ系の「月9」枠で放送された『デート〜恋とはどんなものかしら〜』でオタク気質の高等遊民役を演じる。
2016年（平成28年）3月5日公開の『セーラー服と機関銃 -卒業-』で月永役を演じる。
2016年7月29日公開のゴジラシリーズ第29作『シン・ゴジラ』で、内閣官房副長官、矢口蘭堂役で主演。
2017年（平成29年）4月16日からTBS系「日曜劇場」枠で放送された『小さな巨人』で香坂真一郎役で主演。
2018年度後期放送のNHK連続テレビ小説『まんぷく』で、主人公の夫・立花萬平役（安藤百福がモデル）を演じる。
2020年（令和2年）放送のNHK大河ドラマ『麒麟がくる』で、明智光秀役で主演。
2024年（令和6年）4月14日からTBS系「日曜劇場」枠で放送された『アンチヒーロー』で明墨正樹役で7年ぶりの主演。

## 家族
- 父は武蔵野美術大学名誉教授で建築評論家の長谷川堯[9]。妹は聖徳大学短期大学部・総合文化学科の准教授で料理家の長谷川弓子[10][11]。

## 出演

### 舞台
★=演出：蜷川幸雄
- BENT（2002年12月 - 2003年1月） - ルディ 役
- ゴロヴリョフ家の人々（2003年6・7月） - ヴォローデンカ 役
- AOI / KOMACHI（2003年11月、2007年3・4月） - 光 役
- モンテ・クリスト伯（2004年7月） - ベネディット 役
- 夜からの声（2004年9・10月） - 藤井柾 役
- マリー・アントワネット（2004年11月）
- KITCHEN（キッチン）（2005年4月）★ - ケヴィン 役
- ピロクテーテス（2005年5月）
- 赤い月（2005年8・9月、2006年5 - 7月） - 氷室啓介 役
- 皆に伝えよ!ソイレント・グリーンは人肉だと（2006年3・4月） - H 役
- トーチソング・トリロジー（2006年11・12月） - アラン 役
- シェイクスピア・ソナタ（2007年8・9月、作・演出：岩松了） - 沢村美介 役
- カリギュラ（2007年11月）★ - ケレア 役
- わが魂は輝く水なり－源平北越流誌－（2008年5月）★ - 平維盛 役
- から騒ぎ（2008年10月）★ - クローディオ 役
- 冬物語（2009年1・2月）★ - フロリゼル 役
- コースト・オブ・ユートピア（2009年9・10月）★ - ニコライ・スタンケーヴィチ / ニコライ・チェルヌイシェフスキー 役
- ヘンリー六世（2010年3・4月）★ - シャルル 役
- 黴菌（2010年12月、作・演出：ケラリーノ・サンドロヴィッチ） - 五斜池銀一郎 役
- 海辺のカフカ（2012年5月）★ - 大島 役

### テレビドラマ
- 四つの嘘（2008年、テレビ朝日） - 福山 役
- 33分探偵 第9話（2008年、フジテレビ） - 児玉総一郎 役
- 七瀬ふたたび（2008年、NHK総合） - 武田雄司 役
- 記憶の中のミライ（2009年、BeeTV） - 主演・竜崎徹 役
- 妄想姉妹〜文學という名のもとに〜 第9話（2009年、日本テレビ） - 結城朝之助 役
- BOSS（2009年、フジテレビ） - 川野昭夫 役
- ギネ 産婦人科の女たち（2009年、日本テレビ） - 柊隆弘 役
- セカンドバージン[12]（2010年10月12日 - 12月14日、NHK） - 鈴木行 役
- 告発〜国選弁護人 第6話（2011年、テレビ朝日） - 井上隆男 役
- 鈴木先生（2011年4月25日 - 6月27日、テレビ東京） - 主演・鈴木章 役
  - 鈴木先生の結婚報告〜待望の休暇も心の汗が止まらないッ！〜（2013年1月1日、テレビ東京）
- 二夜連続松本清張ドラマスペシャル 砂の器（2011年9月10日・11日、テレビ朝日） - 関川重雄 役
- 家政婦のミタ（2011年10月12日 - 12月21日、日本テレビ） - 阿須田恵一 役
- 運命の人（2012年1月15日 - 3月18日、TBS）- 鯉沼玲 役
- 聖なる怪物たち（2012年1月 - 3月、テレビ朝日） - 日向敏雄 役
- 孤独のグルメ Season2 第11話 （2012年12月19日、テレビ東京）- 鈴本(『鈴木先生』のパロディキャラ）役
- 大河ドラマ（NHK総合）
  - 八重の桜（2013年1月 - 12月） - 川崎尚之助 役
  - 麒麟がくる（2020年1月19日 - 2021年2月7日） - 主演・明智光秀 役[7]
- 雲の階段（2013年4月 - 6月、日本テレビ） - 主演・相川三郎 役
- MOZU - 東和夫 役
  - Season1〜百舌の叫ぶ夜〜（2014年4月10日 - 6月12日、TBS）
  - Season2〜幻の翼〜（2014年6月22日 - 7月20日、WOWOW/10月16日 - 11月23日、TBS）
- 55歳からのハローライフ 第1話（2014年6月14日、NHK総合） - 阿立 役
- デート〜恋とはどんなものかしら〜（2015年1月19日 - 3月23日、フジテレビ） - 谷口巧 役
  - デート〜恋とはどんなものかしら〜2015夏 秘湯（2015年9月28日、フジテレビ）
- 誘拐ミステリー超傑作 法月綸太郎 一の悲劇（2016年9月23日、フジテレビ） - 主演・法月綸太郎 役[13]
- 夏目漱石の妻（2016年9月24日 - 10月15日、NHK） - 夏目金之助（漱石） 役
- スーパープレミアム『獄門島』（2016年11月19日、NHK BSプレミアム） - 主演・金田一耕助 役[14]
- 小さな巨人（2017年4月16日 - 6月18日、TBS） - 主演・香坂真一郎 役[15]
- 都庁爆破!（2018年1月2日、TBS） - 主演・本郷裕二 役[16]
- 連続テレビ小説『まんぷく』（2018年10月1日 - 2019年3月30日、NHK総合） - 立花萬平 役[6]
- アンチヒーロー（2024年4月14日 - 6月16日、TBS） - 主演・明墨正樹 役[17][18]

### 映画
- セカンドバージン（2011年9月23日、松竹） - 鈴木行 役
- 映画 鈴木先生（2013年1月12日、角川書店/テレビ東京） - 主演・鈴木章 役
- 地獄でなぜ悪い（2013年9月28日、キングレコード/ティ・ジョイ） - 平田純 役
- 舞妓はレディ（2014年9月13日、東宝） - 京野法嗣 役
- 海月姫（2014年12月27日、アスミック・エース） - 鯉淵修 役
- ラブ&ピース（2015年6月27日、アスミック・エース） - 主演・鈴木良一 役
- 進撃の巨人（2015年8月1日・9月19日連続公開、東宝）- シキシマ 役[19]
- この国の空（2015年8月8日、ファントム・フィルム/KATSU-do） - 市毛 役[20][21]
- 劇場版 MOZU（2015年11月7日、東宝） - 東和夫 役
- セーラー服と機関銃 -卒業-（2016年3月5日、KADOKAWA） - 月永 役[22]
- 二重生活（2016年6月25日、スターサンズ） - 石坂史郎 役[23][24]
- シン・ゴジラ（2016年7月29日、東宝） - 主演・矢口蘭堂 役[25][26][2]
- 散歩する侵略者（2017年9月9日、松竹/日活） - 桜井 役[27]
- アジア三面鏡2018 Journey 「碧朱」（2018年11月9日、マーメイドフィルム）
- 半世界（2019年2月15日、キノフィルムズ） - 沖山瑛介 役 [28]
- サムライマラソン（2019年2月22日、ギャガ） - 板倉勝明 役
- 霧が晴れるとき（2020年12月25日） - ナレーション
- はい、泳げません（2022年6月10日、東京テアトル・リトルモア） - 主演・小鳥遊雄司 役[29]
- リボルバー・リリー（2023年8月11日、東映） - 岩見良明 役[30]
- ルーム・オブ・ワンダー/La Chambre Des Merveilles（日本未公開）

### CM
- 東京ガス「エネファーム」（2013年 - 2014年）[31]
- 任天堂「トモダチコレクション 新生活」（2013年）
- ローソン「フローズンスイーツ」（2013年）
- アサヒフードアンドヘルスケア「クリーム玄米ブラン」（2014年）
- 三井住友銀行 （2014年 - 2015年）[32]
- ダイハツ工業 「ムーヴ」（2014年 - 2015年）
- サントリー 「響 JAPANESE HARMONY 」（2015年）[33]
- 花王 「アタックNeo除菌EX Wパワー」（2016年 - 2017年）
- リクルート 「スタディサプリ」（2016年 - 2017年）
- モンデリーズ・ジャパン「リッツ」（2016年 - 2021年）[34]
- 三井不動産レジデンシャル（2017年）
- 田辺三菱製薬「フルコートf」（2017年 - ）
- ケイ・オプティコム「eo光」（2017年 - 2018年）
- トヨタ自動車 「エスクァイア」（2017年）
- グローリー 「創業100周年記念CM」（2018年 - 2019年）
- サッポロビール 「サッポロチューハイ99.99」（2018年 - 2020年）[35]
- NTTドコモ（2018年 - 2021年）- コスモス役[注釈 3]
- ジンズ「JINS Switch」（2019年 - 2020年）
- 日本損害保険協会「地震保険」（2019年 - 2020年）
- Trip.com （2020年）- ミスター・トリップ役
- アクア（2021年 - 2024年）
- キリンビール「SPRING VALLEY 豊潤〈496〉」（2021年 - 2022年）[36]
- Qookka Games「三国志 真戦」（2021年）
- 東急不動産「BRANZ」（2021年 - ）
- 日本経済新聞社「日経電子版」（2021年 - 2022年12月）[37]
- jinjer「誰なんだ？！ジンジャー部長」（2022年）[38]
- ウェルスナビ（2022年 - 2024年3月）
- 三井住友トラストクラブ「ダイナースクラブ」（2022年 - ）[39]
- 中部テレコミュニケーション「コミュファ」（2022年 - 2023年9月）[40][41]
- SBSホールディングス「EC物流お任せくん」（2022年 - 2024年）
- キリンビバレッジ「FIRE ONE DAY」（2023年 - ）[42]
- フジクラ（2024年 - ）[43]
- 日本マクドナルド「いまだけダブチ」（2024年 - ）[44]
- 富士フイルムビジネスイノベーション（2024年 - ）

### テレビ番組
- TEAM 最高の自分になれる場所「美容家電の女たち」（2012年9月17日、NHK総合）[45] - ナレーション
- 裸にしたい男（2013年1月9日（前編）・2013年1月16日（後編）、NHK BSプレミアム）
- 日経スペシャル「私の履歴書」（2013年4月4日 - 、BSジャパン） - ナレーション
- MANKIND / 人間史〜わたしたちの物語〜（2013年11月16日 - 、ヒストリーチャンネル） - オープニングナレーション[46]
- エヴァ噺（2016年11月11日、NHK BSプレミアム）
- 第67回NHK紅白歌合戦（2016年12月31日、NHK総合・ラジオ第1） - ゲスト審査員
- 日経スペシャル ガイアの夜明け（2025年4月4日 - 、テレビ東京）- 案内人[47][48]

### ラジオドラマ
- FMシアター（NHK-FM）
  - はるさんの日記（2006年1月7日）[49]
  - 孤島の花（2011年2月26日） - 医師・三浦新司 役[50]

### ナレーション
- ピカソとその時代　ベルリン国立ベルクグリューン美術館展（東京会期2022年10月8日-2023年1月22日）

### ゲーム
- 龍が如く8（2024年1月26日発売） - 海老名正孝 役

## 受賞歴

### 2012年
- 第35回日本アカデミー賞・新人俳優賞（『セカンドバージン』）[51][1]
- エランドール賞・新人賞[52][53][54]
- 第20回橋田賞・新人賞[55]
- ドラマ・オブ・ザ・イヤー・最優秀助演男優賞（『家政婦のミタ』）[56]
- 第71回ザテレビジョンドラマアカデミー賞・助演男優賞（『家政婦のミタ』）[57]
- 東京ドラマアウォード2012・助演男優賞（『家政婦のミタ』）[58]

### 2015年
- 第84回ザテレビジョンドラマアカデミー賞・助演男優賞（『デート〜恋とはどんなものかしら〜』）[59]

### 2017年
- 第40回日本アカデミー賞・優秀主演男優賞（『シン・ゴジラ』）
- 第25回橋田賞（『夏目漱石の妻』）
- 第43回放送文化基金賞・演技賞（『夏目漱石の妻』）
- GQ MEN OF THE YEAR 2017・Actor of the year[60]

### 2021年
- 第29回橋田賞（『麒麟がくる』）
- 第24回日刊スポーツ・ドラマグランプリ・主演男優賞（『麒麟がくる』）

### 2024年
- 第120回ザテレビジョンドラマアカデミー賞・主演男優賞（『アンチヒーロー』）[61]